# Wereldkampioenschap superbike van Misano 1997
Het wereldkampioenschap superbike van Misano 1997 was de tweede ronde van het wereldkampioenschap superbike en de eerste ronde van de wereldserie Supersport 1997. De races werden verreden op 20 april 1997 op het Circuito Internazionale Santa Monica nabij Misano Adriatico, Italië. Het is de eerste keer dat er een race in het kader van de wereldserie Supersport werd verreden.

## Superbike
Coureurs die deelnamen aan het Europees kampioenschap superbike en coureurs die deelnamen met motorfietsen die aan andere technische reglementen voldeden, kwamen niet in aanmerking om punten te scoren in het wereldkampioenschap.

### Race 1
| Pos | Nr | Rijder               | Constructeur | Rondes | Tijd                | Grid | Punten |
| --- | -- | -------------------- | ------------ | ------ | ------------------- | ---- | ------ |
| 1   | 7  | Pierfrancesco Chili  | Ducati       | 25     | 48:44.232           | 2    | 25     |
| 2   | 3  | John Kocinski        | Honda        | 25     | +14.194             | 6    | 20     |
| 3   | 4  | Carl Fogarty         | Ducati       | 25     | +1:04.122           | 4    | 16     |
| 4   | 2  | Aaron Slight         | Honda        | 25     | +1:19.037           | 5    | 13     |
| 5   | 6  | Simon Crafar         | Kawasaki     | 25     | +1:38.413           | 3    | 11     |
| 6   | 45 | Colin Edwards        | Yamaha       | 24     | +1 ronde            | 10   | 10     |
| 7   | 9  | Neil Hodgson         | Ducati       | 24     | +1 ronde            | 9    | 9      |
| 8   | 15 | Piergiorgio Bontempi | Kawasaki     | 24     | +1 ronde            | 8    | 8      |
| 9   | 17 | Pere Riba            | Honda        | 24     | +1 ronde            | 13   | 7      |
| 10  | 33 | Christian Lavieille  | Honda        | 24     | +1 ronde            | 18   | 6      |
| 11  | 57 | Giorgio Cantalupo    | Ducati       | 24     | +1 ronde            | 17   |        |
| 12  | 72 | Redamo Assirelli     | Yamaha       | 24     | +1 ronde            | 15   |        |
| 13  | 31 | Igor Jerman          | Kawasaki     | 23     | +2 ronden           | 14   | 5      |
| 14  | 52 | Jiří Mrkývka         | Honda        | 23     | +2 ronden           | 23   |        |
| 15  | 59 | Bruno Scatola        | Kawasaki     | 22     | +3 ronden           | 27   |        |
| 16  | 62 | Gerhard Esterer      | Kawasaki     | 20     | +5 ronden           | 20   |        |
| 17  | 60 | Luigi Aljinović      | Kawasaki     | 20     | +5 ronden           | 24   |        |
| DNF | 22 | Scott Russell        | Yamaha       | 24     | Uitgevallen         | 7    |        |
| DNF | 14 | James Haydon         | Ducati       | 13     | Uitgevallen         | 16   |        |
| DNF | 12 | James Whitham        | Suzuki       | 12     | Uitgevallen         | 12   |        |
| DNF | 64 | Miloš Baláž Mad'Ara  | Ducati       | 10     | Uitgevallen         | 25   |        |
| DNF | 11 | Mike Hale            | Suzuki       | 9      | Uitgevallen         | 11   |        |
| DNF | 70 | Vittorio Scatola     | Honda        | 1      | Uitgevallen         | 22   |        |
| DNF | 73 | Anton Gruschka       | Yamaha       | 0      | Uitgevallen         | 19   |        |
| DNF | 55 | Nikolaos Voukakis    | Kawasaki     | 0      | Uitgevallen         | 26   |        |
| DNF | 8  | Akira Yanagawa       | Kawasaki     | 0      | Uitgevallen         | 1    |        |
| DNS | 58 | Lino Pittaluga       | Yamaha       | 0      | Niet gestart        | 21   |        |
| DNQ | 53 | David Pechnik        | Suzuki       | 0      | Niet gekwalificeerd |      |        |
| DNQ | 54 | Emmanouil Pallis     | Kawasaki     | 0      | Niet gekwalificeerd |      |        |
| DNQ | 63 | Mário Krajčo         | Kawasaki     | 0      | Niet gekwalificeerd |      |        |

### Race 2
| Pos | Nr | Rijder               | Constructeur | Rondes | Tijd                | Grid | Punten |
| --- | -- | -------------------- | ------------ | ------ | ------------------- | ---- | ------ |
| 1   | 3  | John Kocinski        | Honda        | 25     | 47:44.390           | 6    | 25     |
| 2   | 2  | Aaron Slight         | Honda        | 25     | +31.863             | 5    | 20     |
| 3   | 4  | Carl Fogarty         | Ducati       | 25     | +40.543             | 4    | 16     |
| 4   | 9  | Neil Hodgson         | Ducati       | 25     | +47.495             | 9    | 13     |
| 5   | 8  | Akira Yanagawa       | Kawasaki     | 25     | +52.948             | 1    | 11     |
| 6   | 22 | Scott Russell        | Yamaha       | 25     | +1:12.659           | 7    | 10     |
| 7   | 6  | Simon Crafar         | Kawasaki     | 25     | +1:16.980           | 3    | 9      |
| 8   | 45 | Colin Edwards        | Yamaha       | 25     | +1:50.945           | 10   | 8      |
| 9   | 17 | Pere Riba            | Honda        | 24     | +1 ronde            | 13   | 7      |
| 10  | 33 | Christian Lavieille  | Honda        | 24     | +1 ronde            | 18   | 6      |
| 11  | 14 | James Haydon         | Ducati       | 24     | +1 ronde            | 16   | 5      |
| 12  | 11 | Mike Hale            | Suzuki       | 24     | +1 ronde            | 11   | 4      |
| 13  | 57 | Giorgio Cantalupo    | Ducati       | 23     | +2 ronden           | 17   |        |
| 14  | 59 | Bruno Scatola        | Kawasaki     | 23     | +2 ronden           | 27   |        |
| 15  | 52 | Jiří Mrkývka         | Honda        | 23     | +2 ronden           | 23   |        |
| 16  | 60 | Luigi Aljinović      | Kawasaki     | 22     | +3 ronden           | 24   |        |
| 17  | 72 | Redamo Assirelli     | Yamaha       | 22     | +3 ronden           | 15   |        |
| DNF | 15 | Piergiorgio Bontempi | Kawasaki     | 18     | Uitgevallen         | 8    |        |
| DNF | 7  | Pierfrancesco Chili  | Ducati       | 13     | Uitgevallen         | 2    |        |
| DNF | 73 | Anton Gruschka       | Yamaha       | 12     | Uitgevallen         | 19   |        |
| DNF | 12 | James Whitham        | Suzuki       | 9      | Uitgevallen         | 12   |        |
| DNF | 31 | Igor Jerman          | Kawasaki     | 5      | Uitgevallen         | 14   |        |
| DNF | 64 | Miloš Baláž Mad'Ara  | Ducati       | 3      | Uitgevallen         | 25   |        |
| DNS | 62 | Gerhard Esterer      | Kawasaki     | 0      | Niet gestart        | 20   |        |
| DNS | 58 | Lino Pittaluga       | Yamaha       | 0      | Niet gestart        | 21   |        |
| DNS | 70 | Vittorio Scatola     | Honda        | 0      | Niet gestart        | 22   |        |
| DNS | 55 | Nikolaos Voukakis    | Kawasaki     | 0      | Niet gestart        | 26   |        |
| DNQ | 53 | David Pechnik        | Suzuki       | 0      | Niet gekwalificeerd |      |        |
| DNQ | 54 | Emmanouil Pallis     | Kawasaki     | 0      | Niet gekwalificeerd |      |        |
| DNQ | 63 | Mário Krajčo         | Kawasaki     | 0      | Niet gekwalificeerd |      |        |

## Supersport
| Pos | Nr | Rijder                | Constructeur | Rondes | Tijd                | Grid | Punten |
| --- | -- | --------------------- | ------------ | ------ | ------------------- | ---- | ------ |
| 1   | 2  | Massimo Meregalli     | Yamaha       | 23     | 46:37.727           | 15   | 25     |
| 2   | 17 | Stéphane Mertens      | Suzuki       | 23     | +5.995              | 34   | 20     |
| 3   | 41 | Michaël Paquay        | Honda        | 23     | +7.245              | 2    | 16     |
| 4   | 60 | Eric Mahé             | Yamaha       | 23     | +10.720             | 24   | 13     |
| 5   | 32 | Marc Garcia           | Honda        | 23     | +11.221             | 26   | 11     |
| 6   | 13 | Jeffry de Vries       | Yamaha       | 23     | +12.449             | 17   | 10     |
| 7   | 24 | Stéphane Chambon      | Ducati       | 23     | +51.953             | 14   | 9      |
| 8   | 20 | Roberto Teneggi       | Ducati       | 23     | +1:08.075           | 8    | 8      |
| 9   | 35 | Giovanni Bussei       | Suzuki       | 23     | +1:20.291           | 21   | 7      |
| 10  | 11 | Peter Koller          | Kawasaki     | 23     | +1:22.869           | 30   | 6      |
| 11  | 71 | Francisco Riquelme    | Ducati       | 23     | +1:31.531           | 16   | 5      |
| 12  | 15 | Robert Ulm            | Honda        | 23     | +1:43.748           | 28   | 4      |
| 13  | 19 | Christian Zwedorn     | Honda        | 23     | +1:51.882           | 35   | 3      |
| 14  | 65 | Michele Malatesta     | Bimota       | 22     | +1 ronde            | 22   | 2      |
| 15  | 18 | David Rouge           | Honda        | 22     | +1 ronde            | 25   | 1      |
| 16  | 30 | Wilco Zeelenberg      | Yamaha       | 22     | +1 ronde            | 11   |        |
| DNF | 34 | Yves Briguet          | Suzuki       | 18     | Uitgevallen         | 7    |        |
| DNF | 64 | Massimiliano Marchini | Yamaha       | 8      | Ongeluk             | 23   |        |
| DNF | 7  | Thomas Körner         | Ducati       | 8      | Ongeluk             | 13   |        |
| DNF | 28 | Jonnie Ekerold        | Suzuki       | 7      | Uitgevallen         | 36   |        |
| DNF | 6  | Vittoriano Guareschi  | Yamaha       | 6      | Ongeluk             | 3    |        |
| DNF | 27 | Rubén Xaus            | Honda        | 6      | Uitgevallen         | 9    |        |
| DNF | 1  | Fabrizio Pirovano     | Ducati       | 5      | Ongeluk             | 4    |        |
| DNF | 4  | Camillio Mariottini   | Bimota       | 3      | Uitgevallen         | 27   |        |
| DNF | 8  | Roberto Panichi       | Bimota       | 3      | Uitgevallen         | 18   |        |
| DNF | 14 | Fred Bayens           | Honda        | 3      | Uitgevallen         | 20   |        |
| DNF | 39 | Thomas Hinterreiter   | Kawasaki     | 3      | Uitgevallen         | 33   |        |
| DNF | 3  | Mauro Lucchiari       | Ducati       | 3      | Ongeluk             | 10   |        |
| DNF | 23 | Volker Bähr           | Kawasaki     | 3      | Uitgevallen         | 29   |        |
| DNF | 31 | Marco Risitano        | Kawasaki     | 2      | Uitgevallen         | 12   |        |
| DNF | 90 | Bernhard Schick       | Ducati       | 2      | Uitgevallen         | 5    |        |
| DNF | 37 | Valerio Destefanis    | Suzuki       | 2      | Uitgevallen         | 6    |        |
| DNF | 51 | Jean-Pierre Jeandat   | Ducati       | 1      | Uitgevallen         | 31   |        |
| DNF | 26 | Paolo Casoli          | Ducati       | 0      | Ongeluk             | 1    |        |
| DNF | 22 | Bernard Garcia        | Honda        | 0      | Uitgevallen         | 19   |        |
| DNS | 36 | Christophe Cogan      | Ducati       | 0      | Niet gestart        | 32   |        |
| DNQ | 5  | Mario Agnoletti       | Ducati       | 0      | Niet gekwalificeerd |      |        |
| DNQ | 67 | Wolfgang Bauer        | Suzuki       | 0      | Niet gekwalificeerd |      |        |
| DNQ | 16 | José María Martín     | Honda        | 0      | Niet gekwalificeerd |      |        |
| DNQ | 10 | Wim Theunissen        | Kawasaki     | 0      | Niet gekwalificeerd |      |        |
| DNQ | 33 | Pablo Antelo          | Honda        | 0      | Niet gekwalificeerd |      |        |
| DNQ | 29 | Miguel Ferrer         | Ducati       | 0      | Niet gekwalificeerd |      |        |

## Tussenstanden na wedstrijd

### Superbike
| Pos | Nr | Rijder        | Team     | Punten |
| --- | -- | ------------- | -------- | ------ |
| 1   | 3  | John Kocinski | Honda    | 79     |
| 2   | 4  | Carl Fogarty  | Ducati   | 65     |
| 3   | 2  | Aaron Slight  | Honda    | 58     |
| 4   | 6  | Simon Crafar  | Kawasaki | 52     |
| 5   | 45 | Colin Edwards | Yamaha   | 38     |

### Supersport
| Pos | Nr | Rijder            | Team   | Punten |
| --- | -- | ----------------- | ------ | ------ |
| 1   | 2  | Massimo Meregalli | Yamaha | 25     |
| 2   | 17 | Stéphane Mertens  | Suzuki | 20     |
| 3   | 41 | Michaël Paquay    | Honda  | 16     |
| 4   | 60 | Eric Mahé         | Yamaha | 13     |
| 5   | 32 | Marc Garcia       | Honda  | 11     |

1991 · 1993 · 1994 · 1995 · 1996 · 1997 · 1998 · 1999 · 2000 · 2001 · 2002 · 2003 · 2004 · 2005 · 2006 · 2007 · 2008 · 2009 · 2010 · 2011 · 2012 · 2014 · 2015 · 2016 · 2017 · 2018 · 2019 · 2021 · 2022 · 2023 · 2024 · 2025